# Khieu Ponnary
Khieu Ponnary, kamboška komunistična političarka, * 3. februar 1920 Battambang, Kambodža, Francoska Indokina † 1. julij 2003 Pallin, Kambodža.
Bila je žena kamboškega predsednika Pol Pota. Hkrati je bila tudi sestra Ieng Thirith, žene Ienga Sarryja.